# ロシア連邦共産党
ロシア連邦共産党（ロシアれんぽうきょうさんとう、ロシア語: Коммунистическая партия Российской Федерации КПРФ, 英語: Communist Party of the Russian Federation CPRF）は、ロシアの共産主義政党。党首は中央執行委員長のゲンナジー・ジュガーノフ。

## 歴史
ロシア連邦共産党は、1991年のソ連共産党の崩壊の後を受けて、1993年にロシア共和国共産党再建のための組織委員会が発足し、エゴール・リガチョフ、アナトリー・ルキヤノフら旧ソ連共産党保守派の党員が結集したところから始まる。こうしてロシア連邦共産党が結成され党首にジュガーノフを選出した。
同党はエリツィン政権下でアナトリー・チュバイス、エゴール・ガイダルらの主導によって行われた経済改革（ショック療法）により生活を直撃された低所得者層の支持を獲得していった。ソ連時代からのロシアの社会制度を破壊する急進的な資本主義化や、ソ連時代に保たれたロシア領土の一体性を崩壊させたチェチェン紛争を取り上げてエリツィン政権に批判を加えた。
1995年1月21日に開催された第3回党大会では新しい綱領を採択した。このロシア連邦共産党綱領は、ソ連共産党綱領を批判的に継承した文書と評価される。長期的な戦略目標としてロシアの直面している政治的、経済的危機の克服と社会主義体制復活の準備、社会主義体制への移行、社会主義の発展という三段階による「社会主義の復活」を掲げた。その中で当面は、第一段階に立脚し、議会の内外による活動を宣言し、人民代議員大会の復活、ソ連再建やショック療法、民営化の放棄などを謳った。
同時に党大会ではロシア連邦共産党のイデオロギー及び権力獲得の戦略を集約し、同党がボリシェヴィキ以来のソ連共産党の後継者であり、国際共産主義運動の経験に則り、勤労者の政党としての再生を図るとした。また、党歌にインターナショナルを、党章に鎌と鎚に本を加えることを、スローガンには「ロシア！労働！人民権力！社会主義！」«Россия! Труд! Народовластие! Социализм!»をそれぞれ採択した。
1995年ロシア下院選挙では、エリツィン政権に対する不満を吸収し、157議席を獲得し第一党となった。また、州・共和国の知事・首長選挙でも多数の共産党の候補が当選した。続く1996年ロシア大統領選挙では、ジュガーノフは、カリスマ性が足りないと言われながらもエリツィンに一時僅差まで追い込んでいた。当時の世論調査ではジュガーノフの約21％に対して現職のエリツィンは僅か8％の支持率しかなかったことからジュガーノフの大統領選当選は有力視されており、同年のスイスのダボス会議に招かれたジュガーノフは穏健な経済政策を示して欧米の政治家や財界人からも支持された。しかし、このジュガーノフの歓迎ムードに危機感を覚えたジョージ・ソロスはボリス・ベレゾフスキーに行動を促し、ベレゾフスキーらオリガルヒは大統領選延期およびエリツィン再選の画策に動くこととなった。1996年からは共産党のゲンナジー・セレズニョフがロシア連邦議会下院議長を務めた。
1998年から1999年までのエリツィン政権下ではソ連時代にゴスプラン議長兼第一副首相だったユーリ・マスリュコフがセルゲイ・キリエンコ内閣で産業貿易相、エフゲニー・プリマコフ内閣で第一副首相に起用され、共産党は与党であった。
1999年ロシア下院選挙でも第一党の座を維持するが、プーチン政権になって行われた2003年ロシア下院選挙では、反プーチンの立場を鮮明にしていたオリガルヒであるミハイル・ホドルコフスキーの大手石油会社ユコスから献金を受けていたことなどが暴露され、大幅に議席を失う。2007年ロシア下院選挙でも議席をほとんど増やせなかった。92議席を増やしたプーチン政権の与党「統一ロシア」とは対照的である。
2007年5月、ヴォルゴグラード市長選挙で共産党のロマン・グレベニコフがロシア最年少の市長として当選したが、翌2008年に統一ロシアに所属政党を変えたために共産党は非難した。2009年には、モスクワ北西部のトヴェリ市議会選挙で共産党が勝利しており、世界金融危機に伴う景気失速で共産党は支持を伸ばしたとされる。
2011年ロシア下院選挙では1259万9507票（19.19パーセント）を獲得し、92議席と議席を増やすも第一党に返り咲くことは出来なかった。ところが、シンクタンクGovernance and Problem Analysis Centerの調査によると、ロシア連邦共産党が2011年の下院選で本当は30パーセントの得票を獲得、第一党になっていたという結果が出た（統一ロシアは二位の22パーセントの得票）。2011年の下院選の監督者であったウラジーミル・チュロフは、「私は選挙スタッフたちにモスクワとサンクトペテルブルクの精神病院の住所を把握するようお願いします」（要するにそこに行けということ）と批判した。なお、与党である統一ロシアは「報告書はファンタジーでありコメントするに値しない」と述べた。
2014年のノヴォシビルスク市長選、2015年にはイルクーツク州の知事選で共産党が統一ロシアに勝利しており、シベリアで勢力を伸ばした。
2016年ロシア下院選挙では小選挙区比例代表並立制になったことで他の野党と並んで議席を減らすも第二党を維持した。
2017年にはプーチン大統領によってオリョール州知事代行に共産党のアンドレイ・クリチコフが任命され、翌2018年9月9日の知事選挙で当選しており、同時期にハカス共和国の首長選挙では共産党のヴァレンチン・コノヴァーロフが当選しており、当時共産党から当選した州・共和国の知事・首長候補はこの2人のみであった。同年9月16日に行われた沿海地方の知事選挙では開票率が9割を超えた時点でリードしたのにもかかわらず統一ロシアに票が水増しされて候補者のアンドレイ・イシチェンコが負けたとする共産党の抗議を受けて選挙管理委員会が選挙結果を無効とし、3ヵ月以内に再選挙を行う判断を下した。選挙結果の無効はロシア現代史上初の事態であった。
2021年ロシア下院選挙では得票率が前回の13％から21.7%に伸び、議席を増やして統一ロシアに次ぐ第二党の地位を保った。

## 組織

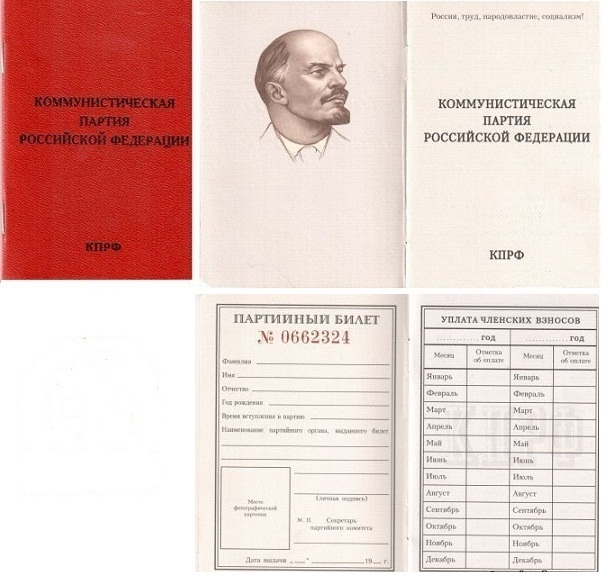
ロシア連邦共産党党員証。レーニンの肖像が描かれている。

ロシア連邦共産党は、ロシアの政党法にのっとり合法的に地方組織を整備している。すなわちロシアの政党法では連邦議会下院国家会議に議席を得るために、政党は1万人以上の党員と連邦構成主体のうち、50の連邦構成主体に支部を設置しなければならないが、ロシア連邦共産党は81全連邦構成主体に党組織をもっている。それぞれの地方組織、支部は州や地方、市ごとに地域委員会を設置し、地域委員会は第一書記により指導される。ロシア連邦共産党の本部はモスクワにある。党の青年組織としては、ロシア連邦レーニン主義コムソモールがある。

### 党内派閥
ロシア連邦共産党にはいくつかの派閥が存在するとされる。
- 左翼ナショナリスト:ジュガーノフ党首の出身派閥。ロシアの伝統的な歴史や文化と社会主義を結合させる傾向がある。ロシアの著名な歴史家であるユーラシア主義者レフ・グミリョフの作品の影響を受けていると言われる[19]。

- 教条主義者:階級闘争史観やマルクス主義の原理原則に忠実な派閥。ナショナリズムおよび修正主義の双方に反対の立場を取る。幹部ではなく、一般の下部党員にこの傾向を持つ人が多いとされている[20]。

- 修正主義者:社会民主主義的、社会改良主義的傾向を持つ派閥。ソビエト連邦に批判的な見方を持つグループである。党創設初期の頃は有力なグループであったが、現在は衰退したと言われている[19]。

## スターリンの扱い

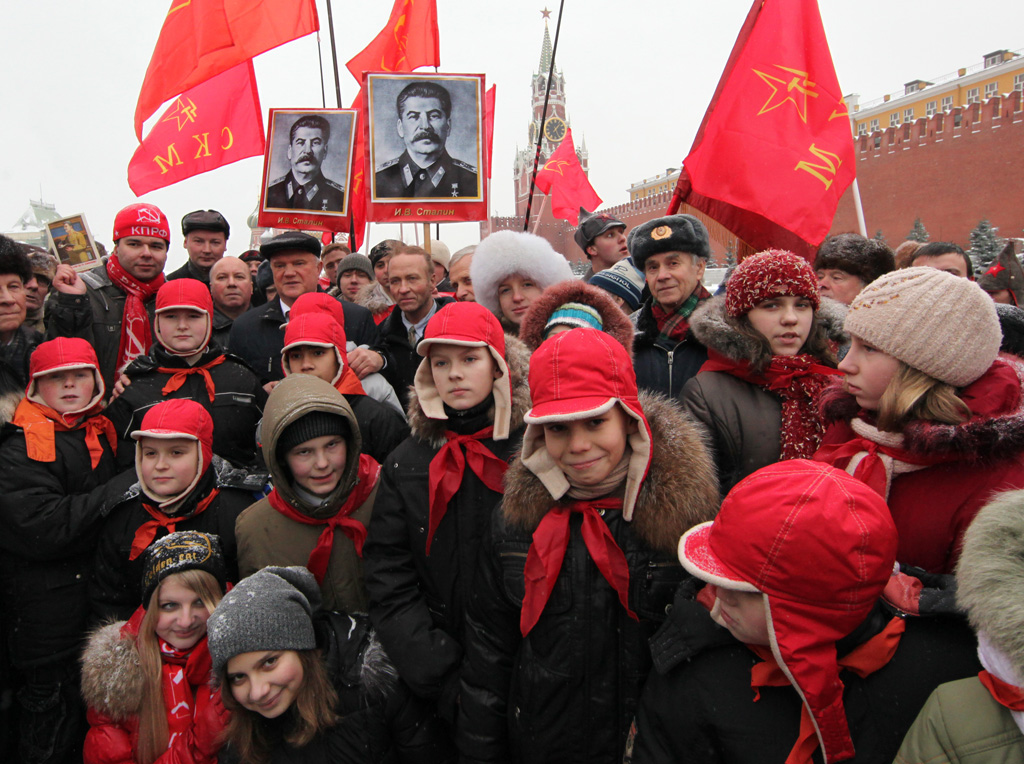
スターリンの肖像画を掲げる支持者達（2009年）。

ロシア連邦共産党は「再スターリン化」を標榜し、宣伝看板にはソビエト連邦の独裁者であったスターリンの絵が大きく描かれている。また、この党のモスクワ支部のサイトでもやはりスターリンを美化している絵が掲載されていたほか、党が運営する「スターリンの汚職防止委員会」というページがある。更に、ジュガーノフ党首がスターリンの胸像に献花したこともある。アリベルト・マカショフら党の有名な議員はネオ・スターリニズムを掲げた。
1956年のニキータ・フルシチョフによるスターリン批判以降のソ連共産党では、時期によってスターリンに対する批判の強弱はあるものの、このようにスターリンを前面に押し立てることはなかった。
なぜここまでスターリンを持ち上げるかといえば、ロシア国民の間で愛国主義の象徴として崇拝する人も少なくないスターリンを持ち出すことで、国民の愛国心に訴え支持拡大を狙うパフォーマンスの一種との見方もされている（左翼ナショナリズム）。皮肉にも、プーチン大統領も国民の愛国心を鼓舞して自身の支持率を上げることを戦略としており、その点で統一ロシアと共産党の政治手法の差はあまりないと言える。

## 現政権との関係
プーチン政権についてはかつては批判的なスタンスを取っていたが、ウクライナ東部紛争ではロシア政府を擁護しており、2014年7月には2014年ウクライナ騒乱での東部の武装蜂起への資金提供などの関与からジュガーノフがウクライナ政府から要注意人物に指定されており、同年11月4日は政権党の統一ロシア、共産党、公正ロシア、LDPRの四党（国会に議席を有する全ての党である）が、ウクライナ領にある「国家」のノヴォロシア人民共和国連邦を支持する合同集会を行った。この集会には、白・金・黒の旧ロシア帝国の国旗を掲げる極右勢力も参加していた。
ウクライナ危機に関しては概ねの軍事行動に賛成し、党首のジュガーノフや元宇宙飛行士のスベトラーナ・サビツカヤら党の下院議員が欧米・日本などの西側諸国から制裁対象となった。2022年2月15日に、ロシア連邦共産党が提出したウクライナ東部を実効支配する親露武装勢力「ドネツク人民共和国」と「ルガンスク人民共和国」の承認を求める決議が下院で可決されるなどウクライナ政府に敵対的な行動を行った。その後始まったウクライナ侵攻においても、他党派と共に侵攻を正当化する言動を繰り返し「体制内野党」色が濃厚になっている。なお国会議員のうち3人が党の方針に反しウクライナ侵攻を批判している。ウクライナでの友党であるウクライナ共産党もウクライナ裁判所の判決によって強制的に解散させられて指導者のペトロ・シモネンコはロシア軍の支援でロシアに逃亡して共産党連合＝ソビエト連邦共産党の副議長に任命されており、ドネツクで活動していたドネツク人民共和国共産党を侵攻後にロシア連邦共産党は吸収している 。
ロシアの軍事力および軍需産業の弱体化としてもソ連解体を批判する立場なことから現政権よりタカ派の退役軍人が多い軍・国防産業・軍事科学支援運動を長らく主導しており、運動の指導者かつ共産党議員で2011年から2016年まで下院国防委員会委員長を務めた元黒海艦隊司令官のウラジミール・コモエドフはプーチン政権に対してウクライナと同様のシリア内戦への地上部隊による軍事介入を呼びかけたことで各国メディアから注目を浴びていた。

## 日本共産党との関係
日本共産党の機関紙『しんぶん赤旗』によれば2006年(平成18年)の日本共産党第24回党大会の際にメッセージを寄せたという。
また同紙によれば2017年(平成29年)にはロシア共産党機関紙『プラウダ』からロシア革命100年を記念してロシア革命の評価を尋ねる質問が日本共産党に寄せられたという。「日本共産党の結党はロシア革命に大きな影響を受けており、レーニンが指導した初期の段階のソ連は、社会主義をめざす努力が真剣に行われていたと考えるが、レーニン死後、スターリンをはじめとする歴代指導部が社会主義の原則を投げ捨て、他民族への侵略と抑圧、専制主義の道を進み、それにより社会主義事業にきわめて甚大な損害を与えたと評価している」と回答したという。